# Rainha do Alto
GRES Rainha do Alto é uma escola de samba da cidade de Teresópolis fundada em 9 de março de 1980. 